# Папенков
Папенков (рос. Папенков; адиг. Папенков) — хутір Красногвардійського району Адигеї Росії. Входить до складу Білосільського сільського поселення.
Населення — 27 осіб (2015 рік).